# أسطورة سبايرو: فجر التنين
أسطورة سبايرو: فجر التنين (The Legend of Spyro: Dawn of the Dragon) لعبة فيديو تعتبر الجزء العاشر من سلسلة سبايرو والثالث والأخير من إسطورة سبايرو، اصدرت اللعبة في 21 أكتوبر2008 على أجهزة البلايستايشن 2 والبلايستايشن 3 وعلى جهاز الوي والأكس بوكس 360.

## روابط خارجية
- أسطورة سبايرو: فجر التنين على موقع IMDb (الإنجليزية)